# Токмансай (станційне селище)
Токманса́й (каз. Тоқмансай) — станційне селище у складі Алгинського району Актюбінської області Казахстану. Входить до складу Токмансайського сільського округу.
Населення — 142 особи (2021; 185 у 2009, 202 у 1999, 189 у 1989).